# Benczúrfalva
Benczúrfalva (précédemment Dolány) est un village et une ancienne commune rattachée en 1963 à la ville de Szécsény, dans le département de Nógrád en Hongrie.

## Liste de personnalités liées au village
- Gyula Benczúr, peintre académique hongrois